# Videojuego de música

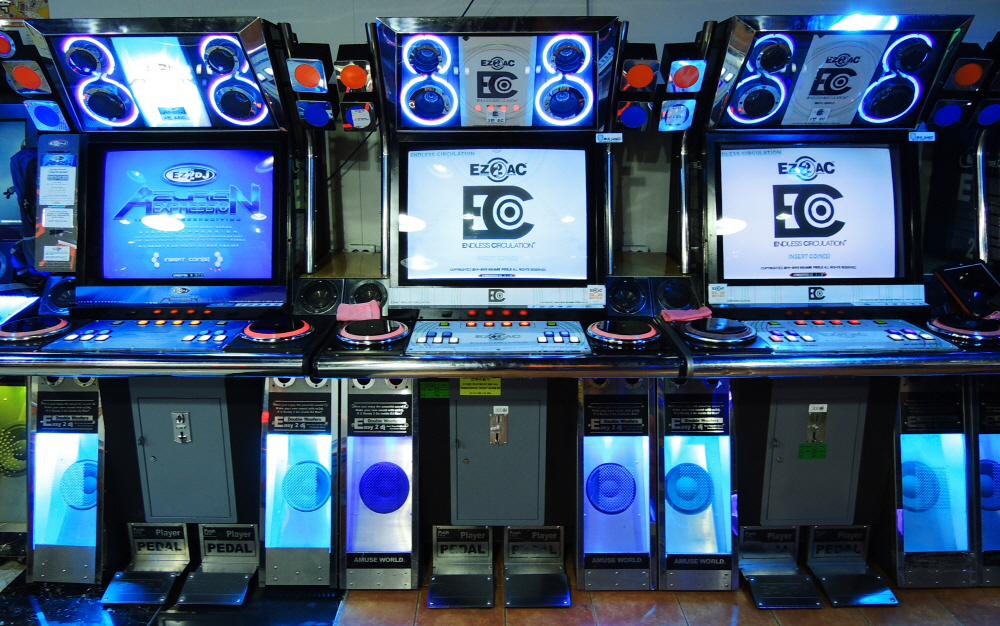
Máquinas de Easy2DJ

Los videojuegos musicales o videojuegos de música son juegos que inducen a la interacción del jugador con la música y cuyo objetivo es seguir los patrones de una canción en el videojuego ejecutando los paneles, botones o simuladores de instrumentos para completar sonidos o entonaciones que concuerdan con la música o con motivos de ejecutarlos al ritmo de la canción para completar el set.
El primer videojuego de música de la historia según Guinness World Records es el videojuego de origen japonés llamado PaRappa the Rapper, lanzado en diciembre de 1996 para PlayStation y once años después se creó su reedición para PSP.
Entre las empresas que producen este género de videojuegos se encuentran principalmente Andamiro, iNiS, Namco, Harmonix Music Systems, NanaOn-Sha, Q Entertainment y principalmente la empresa japonesa Konami, la casa creadora con más franquicias de videojuegos de música, entre ellos, Dance Dance Revolution, Beatmania, Pop'n music, entre otras franquicias muy populares en Japón.

## Subgéneros

### Instrumentos musicales
Por lo general, si se basan en un instrumento musical, suelen ser de tamaño pequeño al habitual, de modo que no pueda ser pesado, fácil de manipular y de manera compacta. Los instrumentos pueden ser guitarras o baterías (Guitar Hero o Rock Band, ambos creados por Harmonix o Guitar Freaks y Drummania (Hoy en día ambos fusionados en un solo juego con el nombre de GITADORA) de Konami), tambores (Miraigakki de Konami y Taiko no Tatsujin de Namco), piano (Nostalgia y Keyboardmania, ambos creados por Konami), etc.

### Simuladores de baile
Por otro lado, al tratarse de juegos que mezclan música, baile y ritmo, como Dance Dance Revolution, Para Para Paradise, Audition, Dance ManiaX, Pump it Up y el Dance Evolution, los controles son unos paneles que se ubican en el suelo, los cuales están conectados al arcade y el jugador utiliza los pies para presionar y acertar las notas de ritmo que generalmente suelen ser unas flechas la cual señalan la dirección y el respectivo panel a presionar. Este último se ha vuelto muy popular en muchos países, que, incluso salieron versiones para videoconsolas, principalmente para PlayStation, PlayStation 2 y otras consolas de videojuegos, con sus respectivos Controller Pad para simular al estilo arcade. Para juegos como Dance Evolution, en vez de alfombras o paneles, utiliza una cámara. Para DANCERUSH, además de cámaras, usa la plataforma multitáctil puesta en el suelo.

### Entonación y canto
También se encuentran los que involucran el canto y el uso de un micrófono especializado que se conecta en la consola. La mayoría de estos videojuegos suelen salir para consolas, y el objetivo es claramente cantar, entonando la voz y sincronizadamente a medida que se reproduce la canción seleccionada. Uno de estos ejemplos es Singstar y Karaoke revolution.

### Ritmo, sonidos y mezclas
Este último tiene como objetivo, completar los sonidos musicales a modo de mezcla de una canción. En el caso de Sound Voltex, el jugador puede distorsionar o hacer efectos de túnel a una canción determinada. En juegos como IIDX o como Groove Coaster, las canciones tienen keysound (se oirá una nota al presionar una tecla), a excepción de pop'n music, que ciertas canciones pueden no tenerlo. A medida que se avanza en el juego, el jugador utiliza los controles del videojuego para acertar las notas de una canción determinada que se dirigen a una barra en la parte inferior de la pantalla, con excepción de Jubeat, debido a sus teclas que se iluminan o cambian de figura. La mayoría no suelen representar un instrumento musical actual, como Jubeat, Reflec Beat, Sound Voltex, Groove Coaster o similares, y otros tienen un leve parecido a una mesa de DJ, pero con diferencias, como DJ Hero, Beatmania, IIDX y sus variaciones,  Pop'n Music, Múseca o similares.

## Características y aspectos
A pesar de que hay distintos videojuegos musicales y son de varios formatos, suelen compartir ciertas similitudes:
- Ritmo: Al momento de jugar una canción, las notas o señales se distribuyen de manera que concuerdan y van al compás con la canción seleccionada.

- Diferencias entre arcade y videoconsola: Siempre suele haber ciertas diferencias en cuando una entrega que salió para arcade, alrededor de un año después, sale su versión casera para consola, teléfono o PC. Ciertas diferencias suelen ser por ejemplo, agregado un menú principal al videojuego en consola, canciones exclusivas solo disponibles en consola y no en arcade, etc. La diferencia más notable es la cantidad de canciones entre Arcade y consola, que nunca son iguales. Un ejemplo sería el videojuego creado por Konami, DanceDanceRevolution EXTREME, que contiene 240 canciones en arcade y solo 111 canciones en PlayStation 2. Esto se debe a que la cantidad de almacenamiento de un videojuego de arcade se le agrega dependiendo la capacidad que va a almacenar, lo mismo ocurre en el caso de PC con conexión, pero cuando se trata de sacar una versión para consola o teléfono, la capacidad de esta está muy bajo del de las características de una máquina arcade, lo cual se tienen que restar canciones jugables para su disponibilidad en consola.

- Límite de tiempo: Esta característica siempre estuvo presente en un principio. Se trata de elegir una canción o seleccionar un comando antes de que se acabe el tiempo requerido, lo cual obligatoriamente suele estar en las versiones arcade, mientras que en las versiones de consolas pueden no estar presentes, y si lo están, se encuentran desactivados, puesto que el jugador tiene que habilitarlo en el menú de opciones si lo desea.

- Uso del Bpm: El BPM o Beats per minute,[9] es la unidad de medición para medir el tempo en la música, en este caso, las pulsaciones que caben en un minuto. En este caso, el videojuego suele visualizar el BPM de cada canción para comprobar la velocidad natural de esta misma. Cuando más alta sea la cifra de bpm, mayor será la velocidad de la canción y viceversa. Algunas canciones suelen tener varicaciones de velocidad, en ser el caso, las velocidades son señaladas mediante una virgulilla ortográfica entre las dos variaciones (Ejem: 112~160). Algunas canciones pueden tener detenciones de tiempo. En ese caso, la velocidad cae a 0 por algunos segundos. No todos los juegos incluyen detenciones de tiempo, ya que se compensa con notas extra, saltos de secciones o cambios de velocidad.

- Niveles de dificultad: Dependiendo qué franquicia o el método de nivel se utilice, pueden tener varios niveles o solo tener algunos. A lo largo de las entregas, se van aumentando o quitando niveles de dificultad con el objetivo de mejorar la calidad en los videojuegos y una mejor orientación y aprendizaje del jugador con el juego. Algunos juegos permiten el estilo double, en donde el jugador controla ambos controles y así aumentar la complejidad. Solo algunas canciones tienen arreglos distintos o BPM dividido entre dificultades o estilos.

- Canciones nuevas/antiguas: Por cada nueva entrega de un videojuego musical, ésta siempre viene con canciones nuevas, canciones por desbloquear y algunas canciones antiguas (los cuales suelen ser canciones que se debían desbloquear en la entrega anterior), y descartando algunas que tienen problemas de licencia. En versiones arcade, siempre vienen todas las canciones antiguas, desde las primeras hasta las más recientes, que por lo general están separadas por carpetas de la lista "version".

- Barra de vida: Al momento del juego, mientras se aciertan los patrones del juego, se va llenando cierta barra hasta llegar al tope. Esta sirve para ver la calidad y el rendimiento del jugador al interactuar con la música. En algunos casos la barra de vida suelen aparecer de otras formas, por ejemplo, en el caso de Guitar Hero, esta representa un velocímetro (similar a la de un vehículo), compuesta por tres etapas. En Dance Dance Revolution Mario Mix, en lugar de una barra de vida, son una fila de diez estrellas las cuales son rellenadas verticalmente de izquierda a derecha. El objetivo es mantener la barra de vida mínimamente llena o mantenerlo a un nivel aceptable, ya que esta define la victoria o derrota del jugador. En juegos como IIDX o pop'n music, la barra de vida se muestra como "Groove Gauge". Algunos juegos, partiendo con Dance Dance Revolution, en vez de barra, aparece la batería Challenge que cuando esta cae a 0 se define la derrota del jugador. En juegos que no cuentan con barra de vida como jubeat o como OverRapid, los jugadores deben alcanzar el puntaje mínimo para no fallar la canción.

## Series y franquicias musicales
A continuación se muestran los títulos más conocidos de este género:
- Dance Dance Revolution
- Pump it Up
- SingStar
- Guitar Hero
- Geometry Dash
- Beatmania
  -  Beatmania IIDX
- Just Dance
- Pop'n Music
- Taiko no Tatsujin